# ثسبيس
ثسبيس ممثل وكاتب مسرحي إغريقي عاش في القرن السادس قبل الميلاد وله الدور الأكبر في ابتكار وتطوير المسرح المعاصر.
لقد كان ثسبيس شخصا حقيقيا. لكن الإغريق جعلوا منه أسطورة، ونسبوا إليه عدة إسهامات في المسرح.
فقالوا: إنه أول من استخدم خطيبا يقوم بدور في حوار مع مجموعة كورسية (جوقة). ويبدو أن مسرح المأساة قد تطور عن هذا الحوار بين الشخصية والكورس
لهذا استنتج الإغريق أن ثسبيس هو من ابتكر مسرح المأساة. كذلك نسبوا إليه إدخال الأقنعة في التمثيل.
يعد أول من ابتكر الشعر التراجيدي كان ينتقل مع جماعة من الممثلين من مكان إلى اخر بعربته يقومون بالتمثيل والغناء معا فضلا عن ذلك يعد (ثسبيس) أول من اوجد فكرة التمثيل، فبعد ان كانت احداث المسرحية تلقى على لسان الجوقة أصبحت تمثل امام الجمهور ويقوم بتمثيلها شخص اخر ويطلق عليه اسم «هوبوكريتيس».
تسجل لوحة رخام الباريان الشهيرة أنه في حوالي عام 534 ق.م، وفي أثينا كان ثسبيس في المهرجان الكبير، لتكريم الإله الأسطوري ديونيسوس. ومنذ ذلك الوقت، أصبحت تعقد منافسات في كتابة المسرحيات في المهرجان.
واليوم يطلق على الممثلين المسرحيين في الغرب أحيانا اسم الثسبيسيين نسبة إلى ثسبيس.